# Île Navarino
Pour les articles homonymes, voir Navarin.
L’île Navarino ou Navarin, est une île située à l'extrême sud du Chili, dans la région de Magallanes et de l'Antarctique chilien. Elle se trouve au sud de la grande île de la Terre de Feu, dont elle est séparée par le canal Beagle. L'île fait partie de la commune de Cabo de Hornos, qui appartient à la province de l'Antarctique chilien. L'île Navarino était appelée Uceniaka par les amérindiens Yagans (ou Yamanas).
L'île a la particularité d'abriter la localité habitée de façon continue et la ville de plus de mille habitants les plus méridionales du monde, respectivement Puerto Toro et Puerto Williams.

## Géographie
La principale chaîne de montagne sont les Dientes de Navarino (ou Whalalanuj en yagan), située au sud de Puerto Williams. Les amérindiens Yagans les appelaient Whalalanuj. Le pico Navarino (1 195 m) est le point culminant de cette chaîne, ainsi que celui de l'île. Au sud-ouest des Dientes de Navarino se trouvent deux autres chaînes de montagne plus modestes, les Montes Lindenmayer et les Montes Coddington. Les deux principaux lacs sont le lac Navarino à l'est et le lac Windhond au centre-sud. Il en existe beaucoup d'autres, parmi lesquels le lac Pilushejan au sud-ouest et le lac Rojas au nord-est.

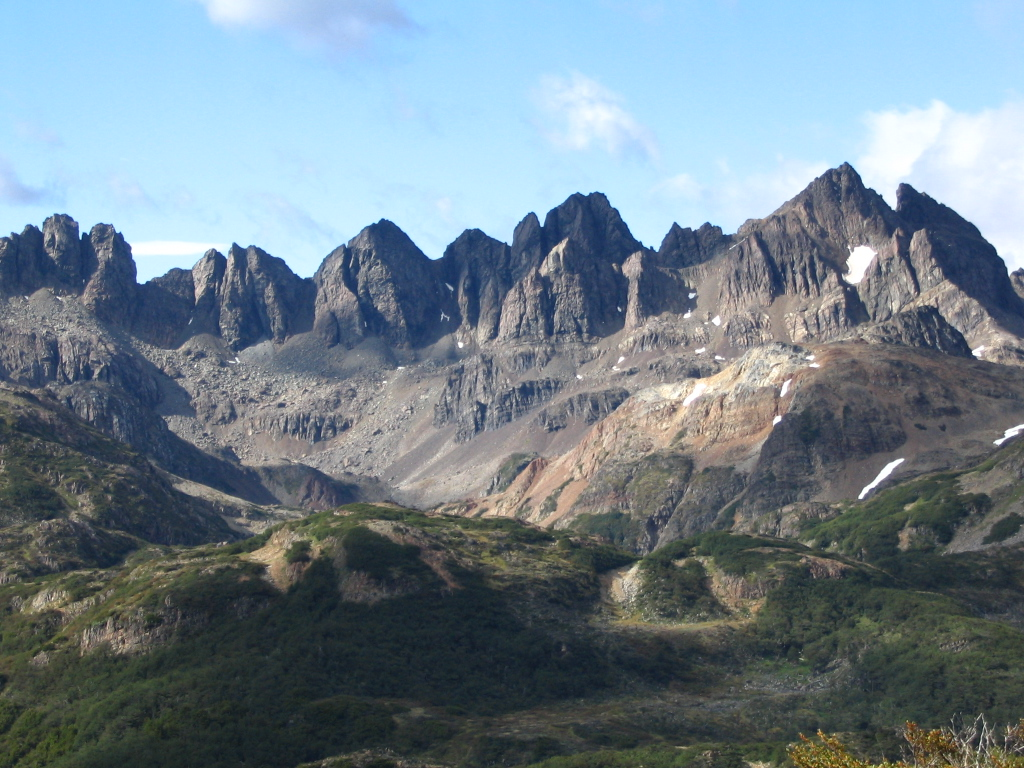
Les Dientes de Navarino.

Une piste, numérotée 905, relie Puerto Navarino, Puerto Williams et Puerto Eugenia. Il existe aussi un réseau de sentiers balisés. Le plus prisé est le trek Los Dientes de Navarino car il est considéré comme le sentier le plus austral au monde. C'est un trek exigeant en raison des conditions climatiques instables de la région.
L'île est entourée par plusieurs canaux patagoniens : le canal Beagle au nord, le passage Picton au nord-est, le canal Goree au sud-est, la baie Nassau au sud et la canal Murray à l'ouest.
Sur la côte méridionale de l'île se détachent la baie Windhond et le Seno Grandi ; et, sur la côte occidentale la baie Wulaia et la baie Douglas.

## Histoire

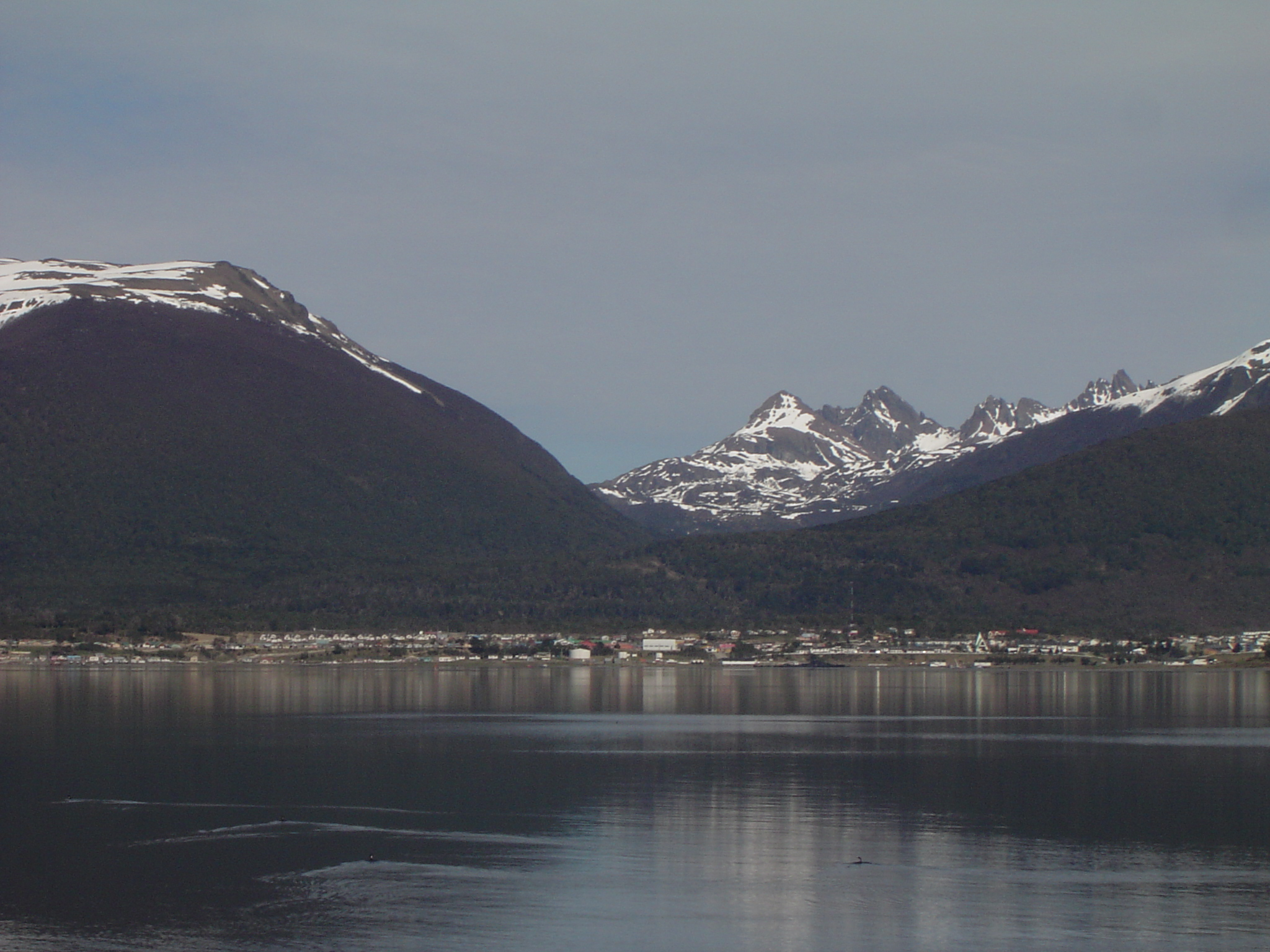
L'île Navarino et Puerto Williams.

Les amérindiens Yagans furent le premier peuple à vivre sur l'île, les premières traces connues de passage y remontent à 6 200 ans. Nomades et peu nombreux, ils ont pour la plupart disparu à la suite de la colonisation et de l'évangélisation de la Terre de Feu[réf. nécessaire], à partir de 1860. Cristina Calderón (1928-2021), qui habitait sur l'île de Navarino, à Ukika, était la dernière locutrice en langue maternelle de la langue yagan.
L'île fut nommée ainsi par le capitaine Robert FitzRoy qui dirigeait le second voyage d'exploration scientifique du HMS Beagle (du 27 décembre 1831 au 2 octobre 1836), à la mémoire de la victoire de la flotte franco-russo-britannique contre la flotte ottomane, le 20 octobre 1827, lors de la bataille de Navarin. L'île fut indiquée sur les cartes en 1839 grâce à Aaron Arrowsmith (1750–1823), cartographe anglais et aussi grâce à Bove en 1883.
À partir du milieu des années 1880, l'île Navarino et ses environs connurent une ruée vers l'or importante mais éphémère. Puerto Williams, aujourd'hui sa principale ville, fut construite en 1953.

## Démographie
La plus grande partie de la population de la province de l'Antarctique chilien et de la commune de Cabo de Hornos vivent dans le Nord de l'île. La principale ville est Puerto Williams, la capitale provinciale, située au centre-nord de l'île, sur les rives du canal Beagle. Sur la partie nord-orientale de l'île, sont situés les villages d'Ukika, de Puerto Eugenia et de Puerto Toro. Sur la partie nord-occidentale de l'île sont situés l'Estancia Santa Rosa et Puerto Navarino. La plupart des habitants sont des marins, des pêcheurs et des militaires.

## Faune
Le castor est présent sur l'île. Introduit en Terre de Feu par l'Armada Argentina en 1946, il a réussi à traverser le canal Beagle. Sa présence dans cette région est sujette à controverse.

## Iconographie

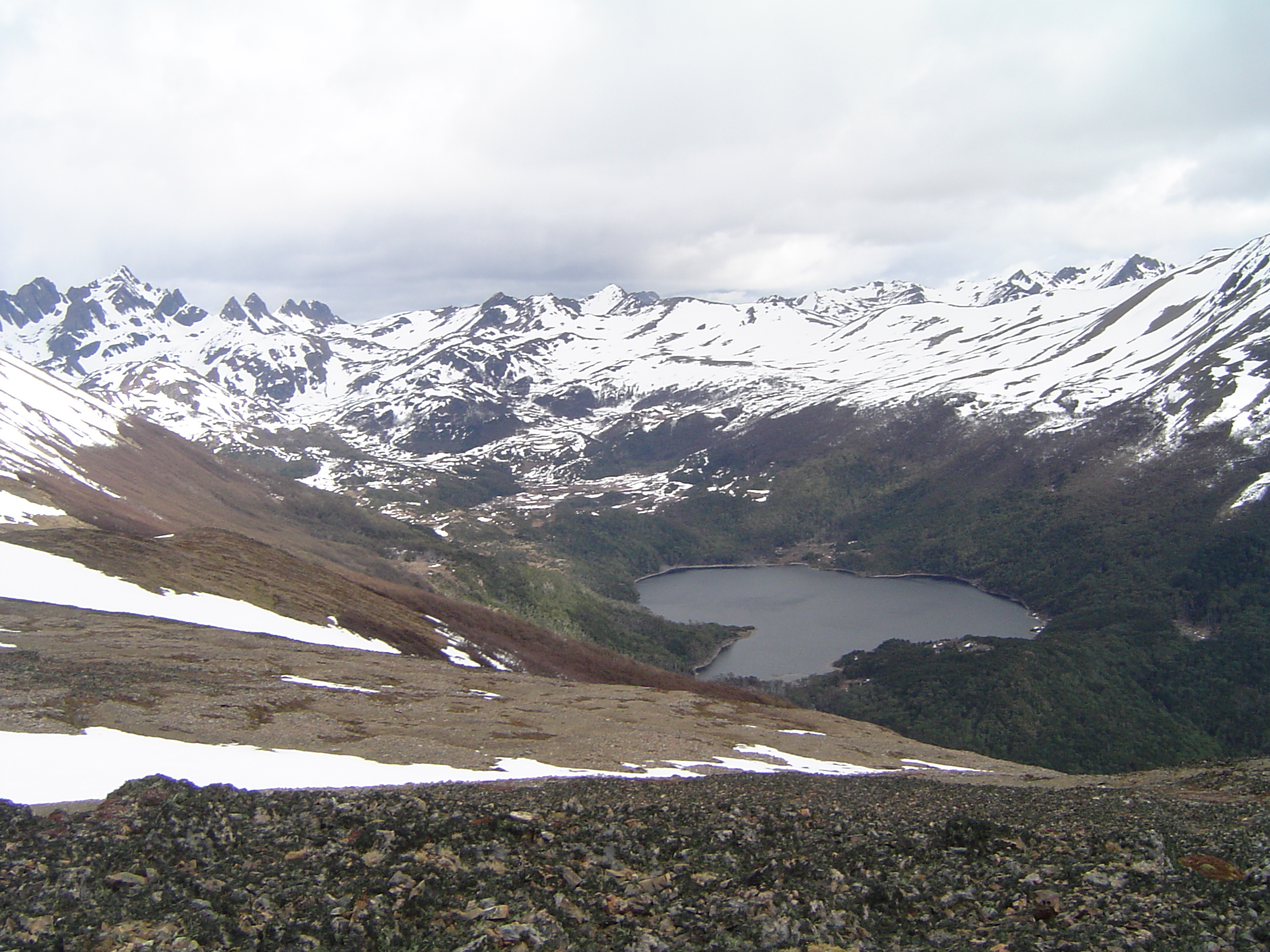
Dientes de Navarino.
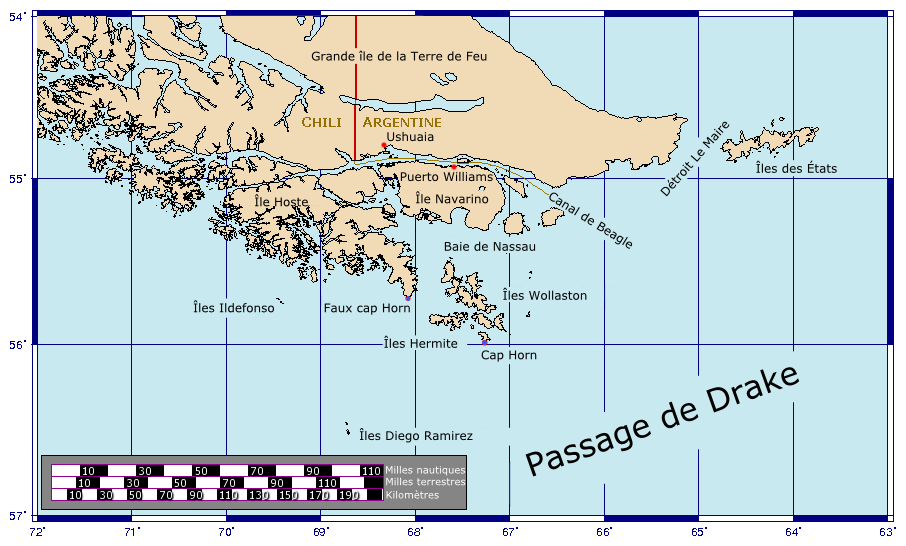
Cartographie des îles de la « Magellanie ».
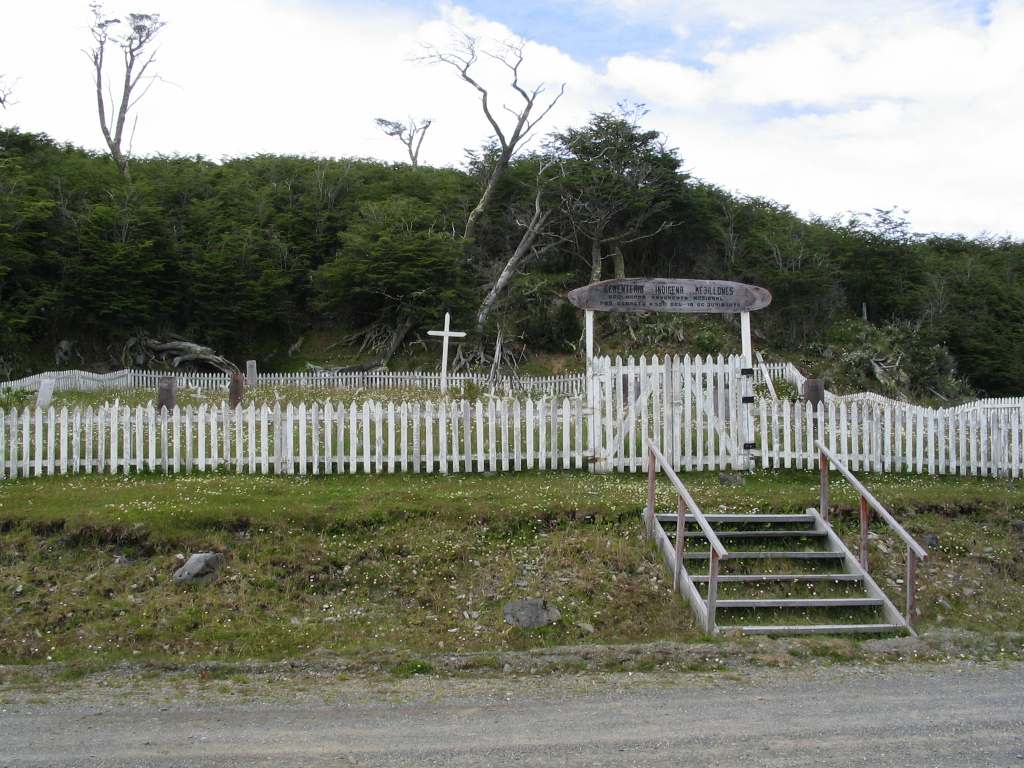
Cimetière Yagans, Bahia Mejillones.
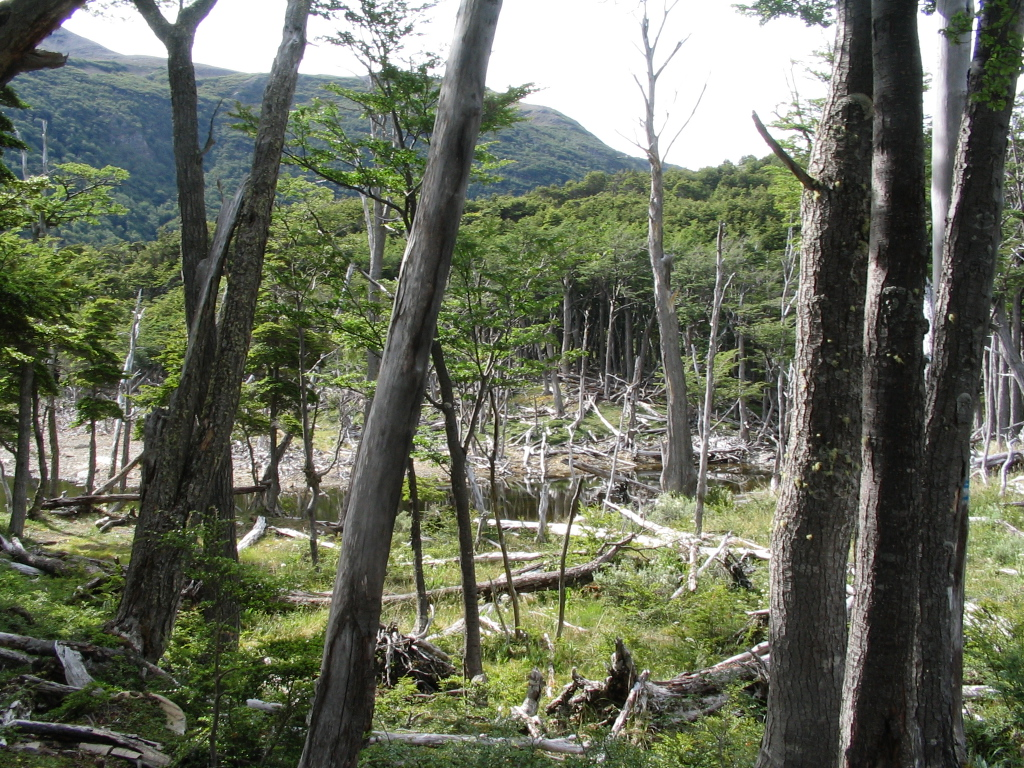
Barrage de castors, lac Robalo.